# Slime Rancher
Slime Rancher è un videogioco open world e simulatore di vita in prima persona, sviluppato e pubblicato da Monomi Park. Il gioco è stato pubblicato su Steam con accesso anticipato, il 14 gennaio 2016, con un'uscita completa pianificata per Microsoft Windows, macOS, Linux per il 2017 e una versione per Xbox One in un secondo momento.

## Modalità di gioco
Il giocatore controlla un personaggio di nome Beatrix LeBeau, un'allevatrice che si trasferisce in un pianeta lontano dalla Terra per vivere la vita di un "allevatore di melma (slime)" che dà il nome al titolo in inglese, che consiste nel costruire il proprio ranch e esplorare l'ambiente, al fine di raccogliere degli organismi viventi gelatinosi di varie dimensioni e di varie specie.
Il principale aspetto del gioco ruota intorno all'alimentazione degli slimes, in modo tale che essi producano i "plorts", che possono poi essere venduti in cambio di Newbucks, la moneta necessaria per acquistare i potenziamenti, i ranch o varie apparecchiature. Il giocatore può muovere il personaggio attorno a una varietà di ambienti, e può raccogliere gli slimes e altro che può aspirare con il "VacPack", una specie di pistola.
Esso può immagazzinare solo un numero limitato di oggetti e questo porta il giocatore a dover mettere gli slimes nei ranch per poter poi raccogliere più cose. Il giocatore deve acquistare e aggiornare i vari recinti per ospitare vari tipi di slimes. Diversi tipi di slimes possono essere combinati e evoluti se si porta un'altra specie nel ranch

## Accoglienza
L'atmosfera del gioco, i colori brillanti e le creature hanno ricevuto lode e voti positivi. La versione Early Access ha generato entusiasmo e diversi recensori hanno descritto il gioco come adorabile e "del tutto originale". A partire da aprile 2016, il gioco aveva raggiunto già le 200 000 copie vendute, nonostante fosse ancora in Early Access.

## Sequel
Il 13 giugno 2021, è stato annunciato all'Xbox & Bethesda Games Showcase e all'E3 2021, Slime Rancher 2, titolo che darà un seguito alle avventure di Beatrix LeBeau. L'uscita, al momento in Early Access, è prevista per il 22 settembre 2022 per Xbox Series X/S e PC, attraverso i programmi di Early Access su Steam ed Epic Games Store e all'interno di Game Preview su Xbox Game Pass.